# شهر ضحاک
شهر ضحاک مجموعه خرابه‌های شهرکی قدیمی در افغانستان است که توسط ارتش چنگیز خان در سال ۱۲۲۲ میلادی با خاک یکسان شد. این خرابه‌ها در ارتفاع ۳۵۰ پایی چشم‌انداز دره تگاو در بامیان واقع شده‌است. این خرابه‌ها هم چنین به عنوان «شهر سرخ» معروف شده‌است، به خاطر رنگ سرخ صخره‌ها و دره‌های اطراف آن.
گفته می‌شود طی حمله به این شهر، نوه چنگیز خان، موتوجن به دست مدافعان شهر کشته شد. چنگیزخان هم شهر و دره‌های اطراف آن را خراب کرد و تمام ساکنان آن را به قتل رسانید.
افسانه‌های زیادی در بین مردم هزاره دربارهٔ این شهر وجود دارد. یکی از آنها، افسانه زیر است:
«در این دژ نظامی، شاه قدرتمندی معروف به ضحاک حکمروایی می‌کرد. او برای این که خود را در برابر دشمنان حفظ کند، دو مار را روی شانه‌های خود نگهداری می‌کرد که گفته می‌شد غذای آنها مغز آدمی زاد بوده‌است. جمعیت محلی مجبور بودند که یکی از نفرات خود را برای تغذیه این مارها آماده کنند. یک روز یکی از آنها به شاه حمله کرد و مغزش را خورد و در همان دره نزدیک قصر ناپدید شد.»

## نگارخانه

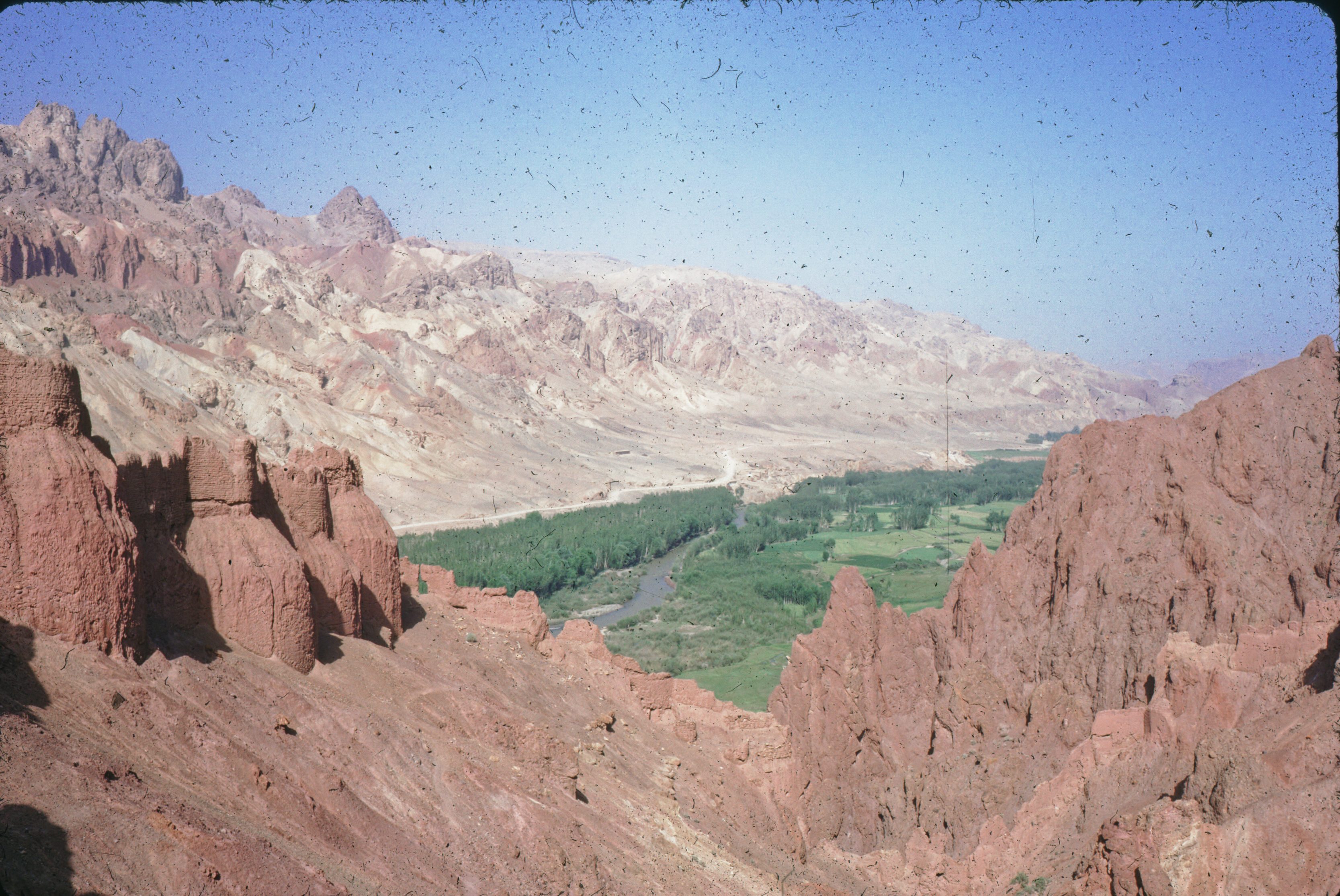
نمایی دیگر از شهر ضحاک

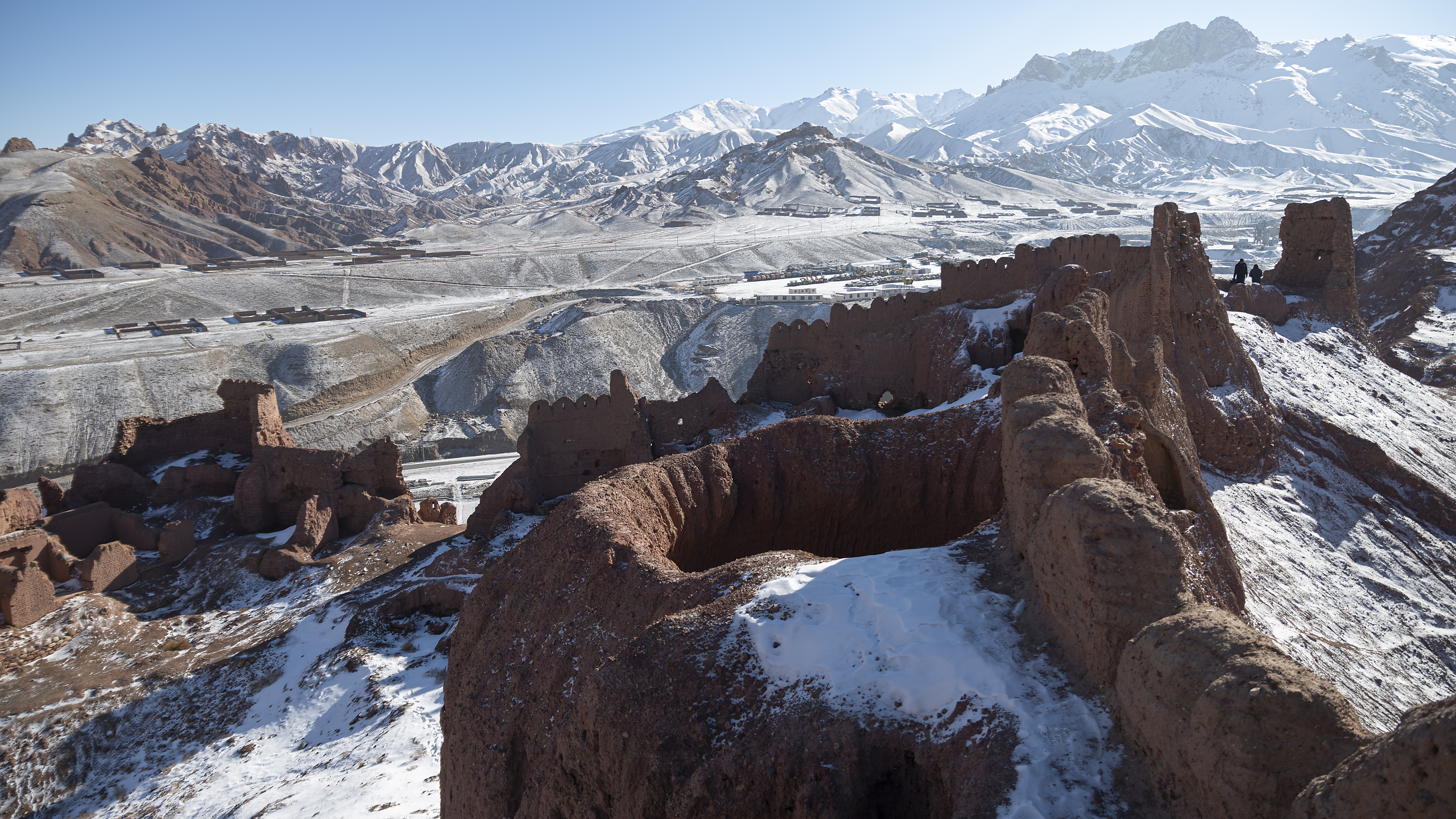
نمایی از شهر ضحاک در فصل زمستان

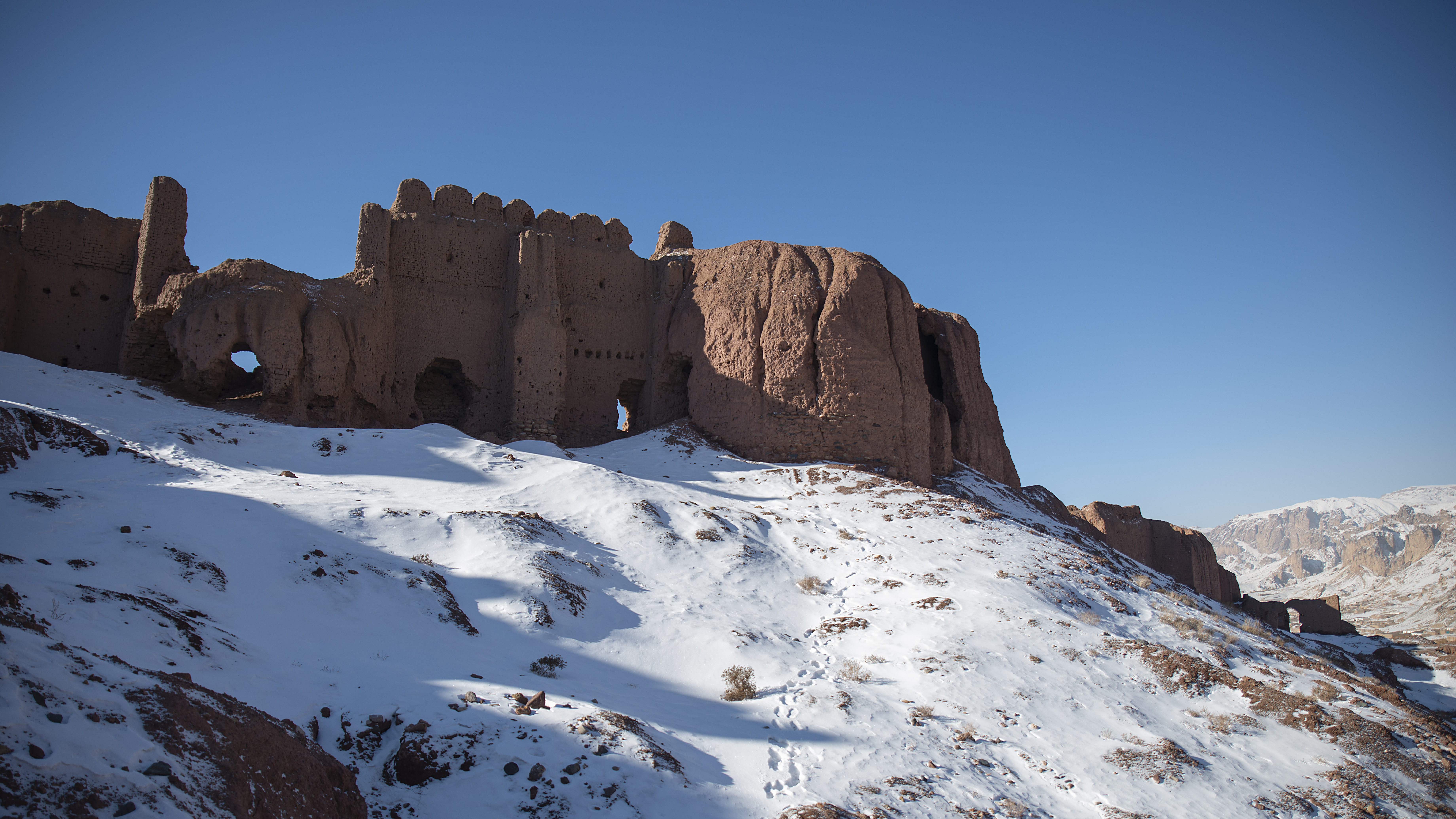
متاسفانه این منطقهٔ تاریخی به دلیل عدم توجه و بازسازی رو به نابودی است